# Saverio Granata
Saverio Granata (Messina, 11 maggio 1741 – Girgenti, 29 aprile 1817) è stato un vescovo cattolico italiano, 80º vescovo di Agrigento.

## Biografia
Nacque a Messina l'11 maggio 1741.

### Carriera ecclesiastica
Ordinato diacono il 22 dicembre 1764, fu ordinato sacerdote il 1º giugno 1765 all'età di appena 24 anni. Entrò così a far parte della congregazione dei Chierici regolari teatini.
Fu designato vescovo di Girgenti il 1º giugno 1795 e ordinato una settimana dopo, il 7 giugno, dal cardinale Giacinto Sigismondo Gerdil, prefetto della Congregazione di Propaganda Fide, coconsacranti Nicola Buschi, arcivescovo titolare di Efeso  e il futuro cardinale Michele Di Pietro, vescovo titolare di Isauropoli.
Uomo dotato di grande cultura, favorì gli studi nel seminario di Girgenti; fondò e sostenne, con il lascito in eredità di parte del suo patrimonio, un istituto che ospitava giovani donne delle classi meno agiate, curandone l'istruzione e l'educazione. Per incentivare lo studio del catechismo, istituì nelle diocesi una sorta di gara con dei premi in palio.
Morì il 29 aprile 1817 a Girgenti.

## Genealogia episcopale e successione apostolica
La genealogia episcopale è:
- Cardinale Scipione Rebiba
- Cardinale Giulio Antonio Santori
- Cardinale Girolamo Bernerio, O.P.
- Arcivescovo Galeazzo Sanvitale
- Cardinale Ludovico Ludovisi
- Cardinale Luigi Caetani
- Cardinale Ulderico Carpegna
- Cardinale Paluzzo Paluzzi Altieri degli Albertoni
- Papa Benedetto XIII
- Papa Benedetto XIV
- Papa Clemente XIII
- Cardinale Marcantonio Colonna
- Cardinale Giacinto Sigismondo Gerdil, B.
- Vescovo Saverio Granata, C.R.

La successione apostolica è:
- Vescovo Domenico Spoto (1802)